# Ferhat bej Draga
Ferhat bej Draga (ur. 1873 w Mitrowicy, zm. 2 grudnia 1944 w Kralanie) – jugosłowiański i kosowski polityk, burmistrz Mitrowicy.

## Życiorys
W 1913 roku wziął udział w kongesie w Trieście. Pełnił funkcję burmistrza Mitrowicy. Po śmierci brata w 1921 roku objął funkcję przewodniczącego partii Džemijet.
7 lutego 1925 roku, w przeddzień wyborów parlamentarnych został aresztowany z powodu powiązań z kaczakami i skazany na 20 lat ciężkich robót, został jednak ułaskawiony.

## Życie prywatne
Jego bratem był Nexhip Draga.